# Outrebois
Outrebois là một xã ở tỉnh Somme, vùng Hauts-de-France, Pháp.

## Địa lý
Thị trấn này tọa lạc trên đường D59, khoảng 21 dặm Anh về phía đông bắc của Abbeville hai bên bờ sông Authie, giáp ranh với Pas-de-Calais.

## Dân số
| 1962                                                           | 1968 | 1975 | 1982 | 1990 | 1999 |
| -------------------------------------------------------------- | ---- | ---- | ---- | ---- | ---- |
| 291                                                            | 298  | 297  | 252  | 251  | 253  |
| Số liệu điều tra dân số từ năm 1962, dân số không tính hai lần |      |      |      |      |      |